# Cristian Tudor Popescu

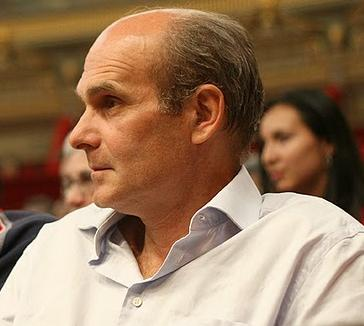
Cristian Tudor Popescu 2009

Cristian Tudor Popescu, kurz CTP, (* 1. Oktober 1956 in Bukarest) ist ein rumänischer Journalist und  Schriftsteller.

## Leben
Popescu studierte an der Polytechnischen Universität Bukarest an der Fakultät für Automatisierung und Informatik und schloss 1981 als Ingenieur ab. Danach schrieb er Science-Fiction-Geschichten.

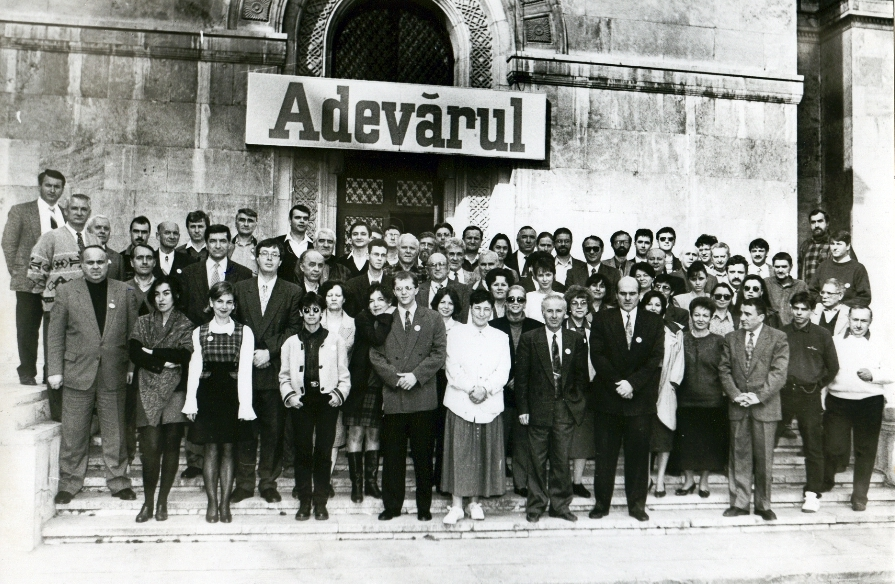
Redaktion des Adevărul mit Cristian Tudor Popescu

Nach der Rumänischen Revolution begann er Anfang 1990 bei der Tageszeitung Adevărul. 1991 wurde er stellvertretender Chefredakteur und 1996 Chefredakteur. Wegen Differenzen mit dem Management verließ Popescu 2005 zusammen mit anderen Redakteuren Adevărul und gründete die Zeitung Gândul, bei der er bis 2015 blieb. Noch im selben Jahr gründete er mit Kollegen die Plattform republica.ro.
Popescu wurde in Rumänien mehrfach als Journalist des Jahres ausgezeichnet. Von 2003 bis 2006 war er Präsident des rumänischen Presseclubs. Er wird regelmäßig ins Fernsehen eingeladen, wo er seine Analysen zu aktuellen Themen abgibt. Seit 2017 debattiert er mit der Chefmoderatorin der Hauptnachrichten von Pro TV Andreea Esca in der Sendung Esca & Escu.

## Bücher
- Planetarium 1987
- Vremea mânzului sec 1991
- Imperiul oglinzilor strâmbe 1993
- Copiii fiarei 1997, ISBN 973683090X
- Timp mort 1998, ISBN 9736831663
- Omohom – ficțiuni speculative 2000, ISBN 973-683-411-5
- România abțibild 2000, ISBN 973-683-514-6
- Un cadavru umplut cu ziare 2001, ISBN 973-683-701-7
- Nobelul românesc 2004, ISBN 973-683-924-9
- Sportul minții 2004, ISBN 9735006804
- Libertatea urii 2004, ISBN 973-681-702-4
- Trigrama Shakespeare – Ficțiuni speculative 2005, ISBN 9736537641
- Luxul mortii 2007, ISBN 978-973-46-0921-5
- Cuvinte rare 2009, ISBN 978-973-46-1553-7
- Filmul surd în România mută: politică și propagandă în filmul românesc de ficțiune (1912–1989) 2011, ISBN 9789734623648
- Filmar 2013, ISBN 9789734641482
- Viața și Opera 2016, ISBN 9789734664771[8]